# Leptographium lundbergii
Leptographium lundbergii är en svampart som beskrevs av Lagerb. & Melin 1927. Leptographium lundbergii ingår i släktet Leptographium och familjen Ophiostomataceae.   Inga underarter finns listade i Catalogue of Life.